# Mint a tűz
A Mint a tűz (eredeti cím: Rapid Fire) 1992-ben bemutatott amerikai akciófilm, melyet Alan McElroy forgatókönyvéből Dwight H. Little rendezett. A főbb szerepekben Brandon Lee, Powers Boothe és Nick Mancuso látható. 
Az Amerikai Egyesült Államokban 1992. augusztus 21-én mutatták be a mozikban a 20th Century Fox forgalmazásában. A jegyeladások terén, illetve a videófilmes piacon jól teljesített a film, a kritikusokat azonban megosztotta az elkészült mű – Lee alakítását viszont pozitívan értékelték.

## Cselekmény
Antonio Serrano (Nick Mancuso), a maffia drogterjesztője Thaiföldön meglátogatja régi üzlettársát, Kinman Tau (Tzi Ma) drogbárót. Serrano gondokkal küszködik az üzlet terén és Tau segítségét kéri, de az visszautasítja.
Jake Lo (Brandon Lee) fiatal kínai férfi, Los Angelesben művészetet tanul. Miután tüntetőként szemtanúja lett apja halálának a Tienanmen téri vérengzés során, megundorodott a politikától. Néhány aktivista, aki a kínai demokráciáért küzd, mégis elcsalogatja egy politikai tárgyú partira. Jake itt szemtanújává válik, ahogy Serrano kivégzi Carl Changet (Michael Paul Chan), a parti szponzorát, egyben Tau egyik üzlettársát. Serrano és emberei Jake életére törnek, de harcművészeti tudásának segítségével a férfi legyőzi támadóit. Jake-et a szövetségi ügynökök rákényszerítik a Serrano elleni tanúskodásra és védőőrizet alá véve Chicagóba viszik.
A védett házban korrupt ügynökök megtámadják Jake-et, aki elmenekül az épületből és találkozik egy fiatal nyomozóval, Karla Withersszel (Kate Hodge). Withers társa, Mace Ryan hadnagy (Powers Boothe) segít Jake-nek lerázni a támadóit és elárulja neki, hogy már tíz éve próbálja elkapni Taut. Ryan meggyőzi Jake-et, segítsen felfedni Serrano FBI-os kapcsolatait és információkat szerezni Tau következő drogszállítmányáról. Bár a rajtaütés sikeresnek bizonyul, Jake kis híján életét veszti a tűzharcban. Dühében Ryanre támad, mivel megtudja, hogy a rendőr csak felhasználta őt saját céljai eléréséhez. Jake és Karla egyre közelebb kerül egymáshoz és a nő lakásán szeretkeznek. Ugyanezen az éjszakán Ryan és csapata megrohamozza a szállítmány helyszínét, egy mosodát, sikertelenül. Serranót mindeközben Tau egyik embere megöli a börtönben.
Jake, Ryan és Karla ismét összefog Tau ellen. Bár a két rendőr fogságba esik, Jake kiszabadítja őket és egy üldözést követően vonatsíneken harcolva megöli Taut. Jake kimenti a sebesült Ryant a mosoda lángoló épületéből, majd a kiérkező mentősök Karlát és a két férfit is kórházba viszik.

## Szereplők
| Színész           | Szerep                | Magyar hang    |
| ----------------- | --------------------- | -------------- |
| Brandon Lee       | Jake Lo               | Bor Zoltán     |
| Powers Boothe     | Mace Ryan hadnagy     | Juhász Jácint  |
| Nick Mancuso      | Antonio Serrano       | Téri Sándor    |
| Raymond J. Barry  | Frank Stewart ügynök  | Melis Gábor    |
| Kate Hodge        | Karla Withers nyomozó | Kökényessy Ági |
| Tzi Ma            | Kinman Tau            | Rosta Sándor   |
| Tony Longo        | Brunner               | Hankó Attila   |
| Michael Paul Chan | Carl Chang            | Csuja Imre     |
| Dustin Nguyen     | Paul Yang             | Szokol Péter   |
| Brigitta Stenberg | Rosalyn               | Tallós Rita    |
| Basil Wallace     | Wesley ügynök         | Szűcs Sándor   |
| Al Leong          | Minh                  |                |

## A film készítése
Robert Lawrence producer kifejezetten Lee-nek szánta a film főszerepét, miután látta őt az 1986-os Akit csak a bosszú éltet című hongkongi akciófilmben. Lee az alapsztori megalkotásában is részt vett. A főszereplőhöz hasonlóan neki is meg kellett birkóznia édesapja elvesztésével, hiszen apja, Bruce Lee tragikus körülmények között hunyt el 1973-ban.
A film munkacíme Moving Target volt. Az egyes jeleneteket Chicagóban, Los Angelesben, valamint Thaiföldön forgatták. A Tienanmen téren zajló jeleneteket azonban archív felvételekből alkották meg.

## Fogadtatás

### Bevételi adatok
A nyitó hétvégén a film 4 815 850 dolláros bevétellel a harmadik helyen zárt jegyeladások terén, a Nincs bocsánat és az Egyedülálló nő megosztaná mögött. Az Amerikai Egyesült Államokban a Mint a tűz összesen 14 356 479 dolláros bevételt termelt.
A film a későbbiekben a videófilmes eladások és -kölcsönzések terén kimagaslóan teljesített, különösen Lee 1993-ban bekövetkezett, váratlan halála után.

### Kritikai visszhang
A Rotten Tomatoes weboldalon a film értékelése 19 kritikus véleménye alapján 37% lett.
Roger Ebert filmkritikus négyből másfél csillagos értékelést adott a filmre, bírálva a sablonos forgatókönyvet és a párbeszédeket. Ebert munkatársa, Gene Siskel (Chicago Tribune) a „katasztrófa” szóval illette az akciófilmet, ugyanakkor a főszereplő Lee-t „rokonszenvesnek” és „megnyerőnek” titulálta.
Stephen Hunter (Baltimore Sun) szerint a film videójátékszerűen gyors tempója miatt háttérbe szorul Lee karizmája a filmvásznon. Kevin Thomas (Los Angeles Times) úgy vélte, a Mint a tűz sokkal jobb film, mint (a Bruce Lee főszereplésével készült) A sárkány közbelép és Brandon Lee-ből is harcművészeti sztárt csinált. Thomas összességében erős színészi alakításokon alapuló, „tetszetős, minőségi produkciónak” nevezte a filmet. Stephen Holden (The New York Times) „szégyentelennek” tartotta a filmet, mert az szerinte a valóságot tükröző, filmbéli apa-fiú kapcsolaton keresztül próbálja meg szimpatikussá tenni a főszereplőt.

## Fordítás
- Ez a szócikk részben vagy egészben  a   Rapid Fire (1992 film) című angol Wikipédia-szócikk fordításán alapul.  Az eredeti cikk szerkesztőit annak laptörténete sorolja fel. Ez a jelzés csupán a megfogalmazás eredetét és a szerzői jogokat jelzi, nem szolgál a cikkben szereplő információk forrásmegjelöléseként.